# Eurobowl XXX
Der Eurobowl XXX war das Endspiel der dritten Saison der Big6 European Football League. Es fand am 11. Juni 2016 in Innsbruck statt. Als Ergebnis der Big6 Saison 2016 wurde es zwischen den heimischen Swarco Raiders Tirol und den New Yorker Lions aus Braunschweig ausgetragen. Damit wurde das Finale erstmals seit der Einführung der Big 6 nicht zwischen zwei deutschen Mannschaften ausgespielt.

## Scoreboard
|                                    |                                   |  | Eurobowl XXX         |                           |                               |  |                                       |
|                                    | Innsbruck 11. Juni 2016 17:30 Uhr |  | Swarco Raiders Tirol | \| \| 21 : 35 \| \| \| \| | New Yorker Lions Braunschweig |  | Tivoli Stadion Tirol Zuschauer: 4.853 |
| (7:7, 7:7, 0:14, 7:7) Spielbericht | Innsbruck 11. Juni 2016 17:30 Uhr |  | Swarco Raiders Tirol |                           | New Yorker Lions Braunschweig |  | Tivoli Stadion Tirol Zuschauer: 4.853 |
|                                    | 21 : 35                           |  |                      |                           |                               |  |                                       |
|                                    |                                   |  |                      |                           |                               |  |                                       |